# Tanguy (film)
Tanguy è un film del 2001 diretto da Étienne Chatiliez.
Il film, con la sua satira del fenomeno dei figli ormai adulti che non vogliono andare a vivere da soli, è entrato nell'immaginario popolare al punto che in Francia la parola Tanguy è diventata sinonimo di un adulto che vive ancora con i suoi genitori.
Nel 2006 è stato realizzato un remake statunitense di questo film, A casa con i suoi, mentre nel 2022 è uscito nelle sale un remake italiano, Il mammone. Nel 2019 è uscito in Francia il seguito, Tanguy, le retour, diretto dallo stesso regista e con gli stessi attori principali.

## Trama
Tanguy è un ragazzo di 28 anni, ormai prossimo alla laurea, parla il cinese e il giapponese e ha una passione per la filosofia orientale. Conduce la sua vita in tranquillità insieme ai genitori, Edith e Paul, e non ha alcuna intenzione di andare via da casa almeno fino a dopo la tesi, la quale dovrebbe aprirgli le porte di un lavoro a Pechino. Quando manca un mese alla laurea tanto attesa, Tanguy comunica ai genitori di aver deciso di rinviare tutto di un anno e mezzo per evitare di rovinare per la fretta il lavoro svolto. Il padre prende la cosa con apparente tranquillità, ma la madre inizia a essere infastidita dalla situazione, poiché la continua presenza del figlio in casa toglie alla coppia qualunque possibile momento di intimità. Tanguy non si decide neanche con la propria ragazza e così si diverte a portare a casa conoscenze occasionali che ospita per la notte e presenta ai genitori la mattina dopo a colazione.
Quando non sopporta più la situazione, Edith decide che il figlio deve essere in qualche modo spinto ad andare via. Così lei e il marito cominciano a fare a Tanguy una serie di dispetti, sperando di indurlo a uscire di casa. Tutto si rivela inutile e così alla fine i genitori parlano apertamente a Tanguy, dicendogli che è giunta l'ora di lasciare il nido familiare. Tanguy trova un appartamentino nel Quartier Asiatique del XIII arrondissement, ma vi resta poco poiché non sa vivere solo, non riesce a dormire, ha crisi di panico e così torna a casa. Per ripicca i genitori cominciano a trattarlo come un bambino, finché Tanguy arriva a citarli in tribunale e Paul, su consiglio del giudice, sta per assoldare due malviventi per far picchiare il figlio. Proprio prima che questo accada, Tanguy decide però di partire per Pechino. Dopo dieci mesi i genitori vanno a trovare il figlio, che nel frattempo si è sposato, sta per diventare padre ma vive con la famiglia della moglie.

## Curiosità
Nel film, che è stato girato prima dell'entrata in vigore della moneta unica, si menziona come valuta l'Euro. Nella scena in cui i genitori di Tanguy percorrono in auto la strada tra l'aeroporto e la casa dei consuoceri, viene inquadrata un'installazione con una scritta che fa riferimento alla candidatura di Pechino come città delle Olimpiadi 2008.

## Colonna sonora
Nel film è presente il brano Daydream dei The Lovin' Spoonful.